# Am Timan
 (avril 2018).
Si vous disposez d'ouvrages ou d'articles de référence ou si vous connaissez des sites web de qualité traitant du thème abordé ici, merci de compléter l'article en donnant les références utiles à sa vérifiabilité et en les liant à la section « Notes et références ».
Am Timan est la cinquième ville du Tchad par le nombre d'habitants (94 361 au recensement de 2024). Elle est le chef-lieu de la région du Salamat et du département du Barh Azoum.

## Geigre
Localisation : 11° 02′ 26″ N, 20° 16′ 58″ E

## Histoire
Yves de Lacroix a été commandant de la région Salamat de 1943 à 1956 (Afrique-Équatoriale française).
La chefferie Salamat existe depuis plusieurs générations. Elle se caractérise par son esprit d’ouverture et de cohabitation pacifique avec les autres tribus. Cet esprit d’ouverture ne tient compte ni de différences ethniques, culturelles ou religieuses. Cette chefferie prônait l’unité et combattait la division des Salamat. C’est autour de ces idéaux que plusieurs grands chefs se sont succédé.

### Le cheikh Fadil, 1905 – 1935
Ayant appris son arrivée à Garaa, l’expédition coalisée Fadil et Toureng alla à sa rencontre. Alerté de son mouvement et de la force de frappe dont elle disposait, l’Aguid Gomboro se replia vers Am-timan qui n’existait pas encore. Battant retraite, l’Aguid Gomboro fut rattrapé et tué après une longue bataille aux environs d’Am-timan, le 15/01/1908 : Toureng disait en effet : « ces événements alarmants nous ont poussés à le chercher et à le tuer. Son corps est enterré à l’est du village Siheb. Un grand nombre d’hommes, de femmes et d’enfants était libéré de son camp de Dar Dagal. Deux ans après la mort de Gomboro, nous sommes revenus avec le cheikh Fadil créer le poste d’Am timan, le 05/10/1910.
Le 05/04/1918, un décret portant nomination de Fadil chef de canton Salamat fut publié. L’endroit où nous nous trouvons est le lieu de la résidence du cheikh Fadil lors de la création d’Am-timan. Cet endroit est appelé par Fadil Azzariba. La dénomination d’Am-timan est liée à la découverte dune femelle buffle ayant mis bas deux jumeaux bufflons. Quand Toureng l’a vue, il demanda au cheikh Fadil qui l’accompagnait : « comment on appelle la mère des jumeaux en arabe ? Il lui répondit « Am attiman » et le lieutenant d’ajouter que ce poste portera le nom d’Am timan ».
Le cheikh Ali est né en 1906, il a succédé à son père Fadil à la chefferie en (1935). Il a vécu pendant et après la colonisation du Tchad. Son époque se caractérise par la stabilité politique et sociale, il a assisté à la proclamation de la république du Tchad, de son Independence ainsi qu’à la création des partis politiques. Les fils du Salamat ont participé à la mouvance politique, certains d’entre eux ont adhéré au parti tchadien pour le Progrèes. Aux élections de 1959, des personnalités célèbres telles que Mahamat zeine Ali, Mahamat Alnazif Ali, et Mahamat Adam kaskanaye ont soutenu Tombalbaye premier président du Tchad, candidat au poste de premier ministre en 1959. L’élection était largement remportée par ce dernier.
À l’époque de Ali, les relations économiques et sociales ont prospéré. Le dar Salamat est connu sous le Pseudonyme : » Am timan, Dar fazra, Dar Ali et Dar badjah où la boule est abondante et la sauce existante ». 
Le cheikh Ali agit suivant un programme de développement économique et social. Des tournées bilan et programme sont organisées chaque année. Elles consistent à évaluer les progrès réalisés, les problèmes rencontrés, les solutions y relatives et le plan d’action de l’année à venir.
Lors de ces tournées, le cheikh Ali écoute tout plaignant, organise les règlements des conflits par le biais de la chariaa de manière sincère et équitable, mais aussi par les règlements à l’amiable. 
Il partage avec les populations leur joie et leur tristesse.
En 1972, il est nommé (cheikh des cheikhs) chef supérieur par un décret présidentiel en vertu duquel il perçoit un traitement mensuel jusqu’à sa mort en (1986). 
Le cheikh Mahamat Alnadif Ali Fadil (1969 - 2011)
Le cheikh Mahamat Alnadif Ali est né en 1926 à Am timan, où il a fait ses études primaires, avant d’entrer au Collège de Bongor (premier Collège au Tchad) en 1945, et nommé secrétaire à la Direction de la préfecture de Salamat.
En 1956, il est élu conseiller au parti de l’Action Sociale.
En 1989, Il est élu député au parlement (à l’assemblée nationale), En 1996 il est encore réélu au parlement. 
Mahamat Ali Anadif a succédé à son père Ali. Il était un homme sage, religieux, calme et généreux avec tout le monde à telle enseigne qu’il est surnommé » Doul Barid « (ombre fraiche). Il a assuré une bonne gouvernance jusqu’à sa mort en 2011.
Le cheikh Ammar Mahamat Alnadif Ali est né le 05/06/1980 à Am timan où il a fait ses études primaires et secondaires. Après son baccalauréat, il a fait son entrée à l’Ecole Nationale des travaux publics( ENTP) de N’djamena de 2003 à 2006. il a poursuivi ses études supérieures à l’université Djamal Abdelnassir, en Guinée Conakry. 
À travers cette démarche scientifique pleine de succès, l’ingénieur Cheikh Ammar Mahamat Alnadif Ali a obtenu le Diplôme d’Ingénieur en Hydraulique et intégré au Ministère de l’Aménagement du territoire, de l’Urbanisme et de l’Habitat. 
En plus, il mène d’autres activités pour rendre service à la société civile : il est le président de l’association des jeunes pour le développement de la Région du Salamat, 
membre de la campagne de sensibilisation et de lutte contre la désertification, ainsi que de la sensibilisation des agriculteurs et de éleveurs nomades.
Ammar n’est pas le fils ainé de Mahamat Alnadif, mais il est choisi successeur par son père cheikh du Canton Salamat.
Ce choix a été approuvé à l’unanimité par les habitants de la Région du Salamat et officialisé par le décret présidentiel N° 14/PR/PM/MAT/2011 du 29/11/2011.

## Économie
Agriculture, élevage et tourisme. Le Salamat est particulièrement connu pour sa production agricole abondante. Le Salamat est surnommé le grenier du Tchad.

## Transports
Transport terrestre

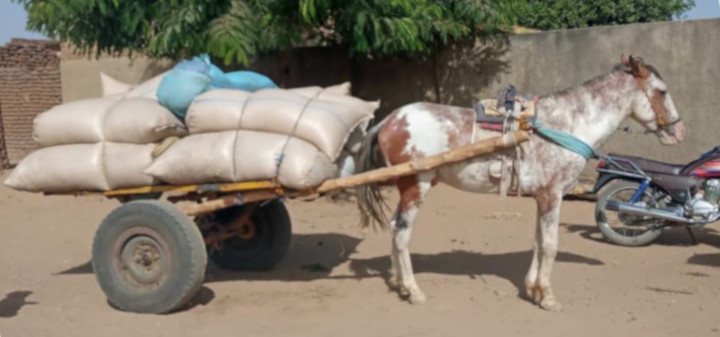
Cheval.
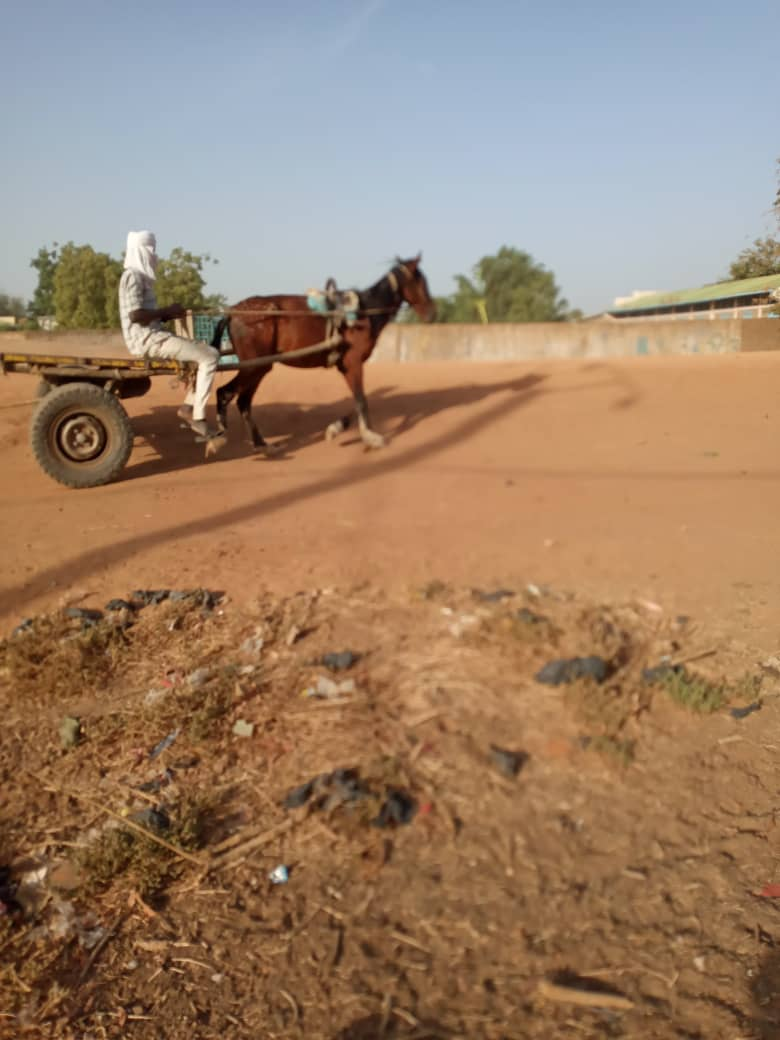
Cheval.
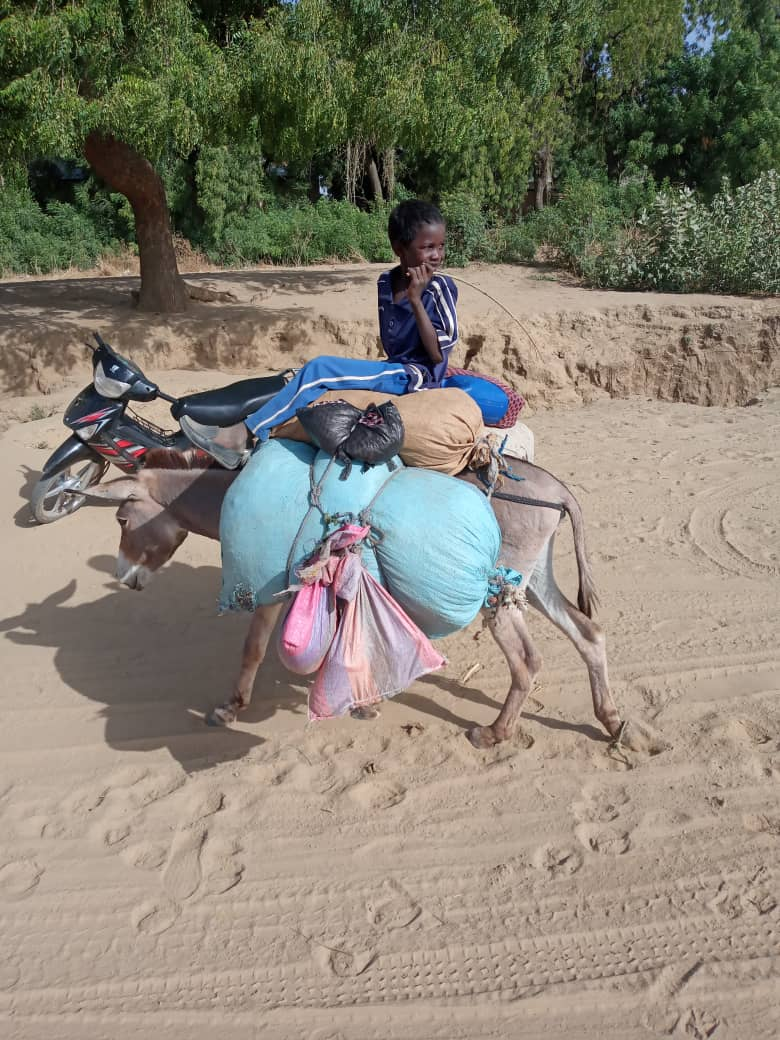
Âne.
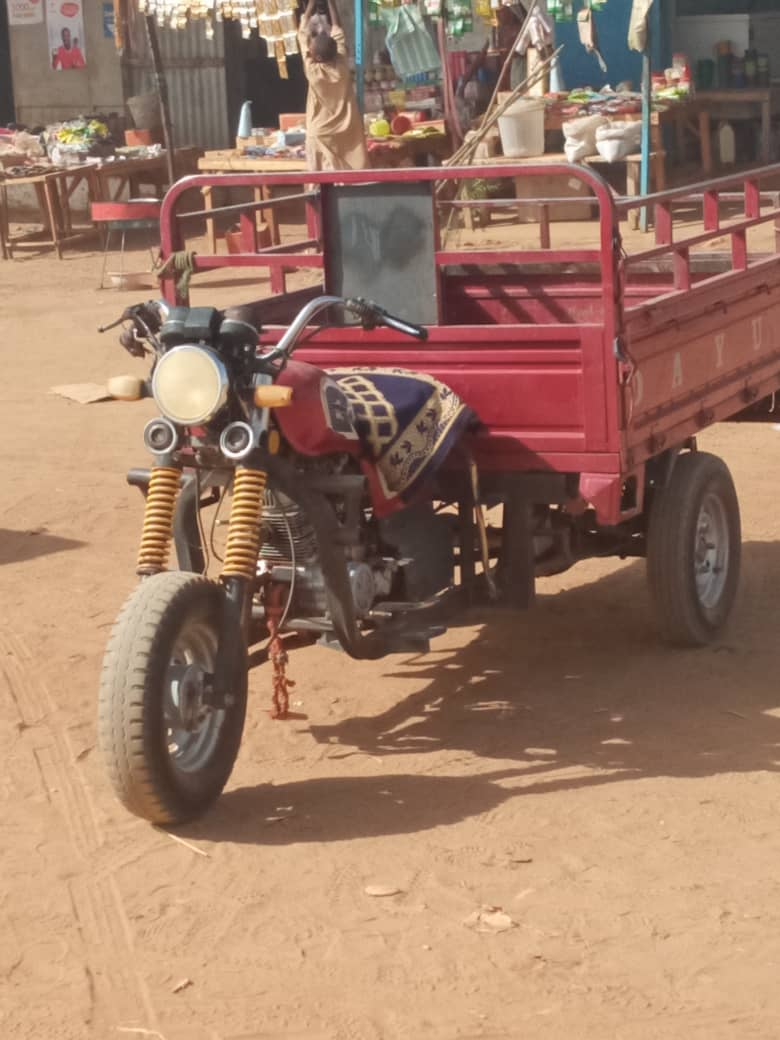
Moto-taxi.
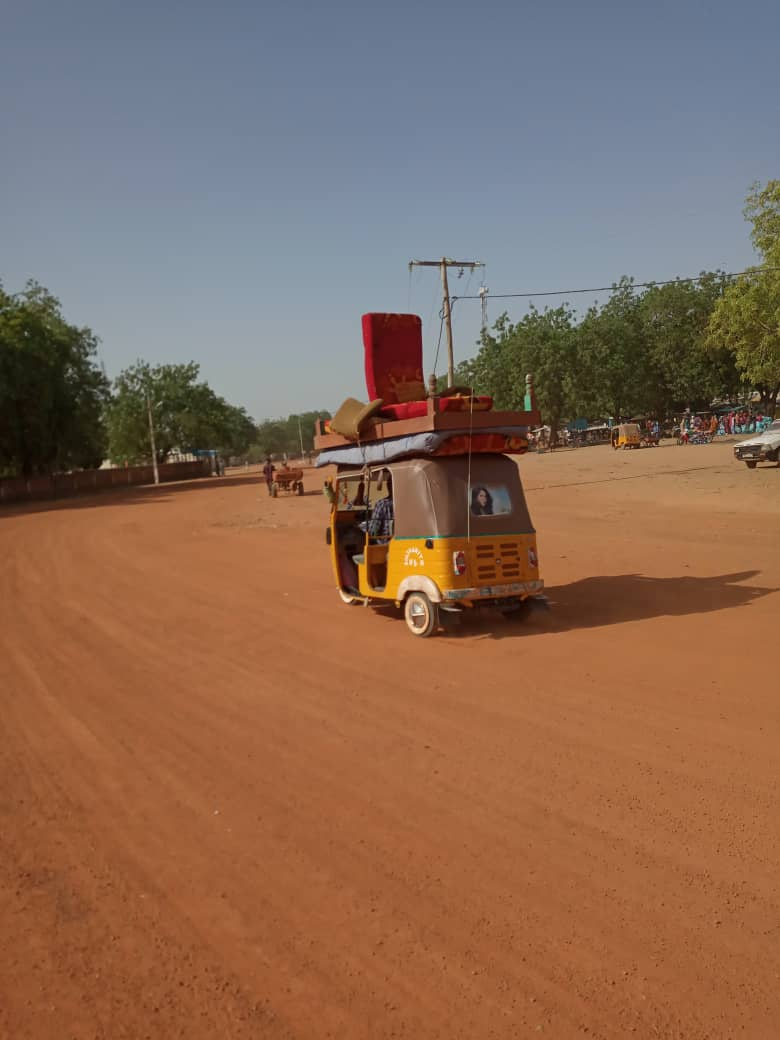
Transport de meubles à moto-taxi.

Transport aérienAm Timan possède un aéroport (Amchitka, code AITA : AMC).

## Éducation
La ville possède un lycée et un centre de formation agronomique.
Lycée Bilingue d'Am-Timan
Lycée Agro-Pastoral d'Am-Timan

## Administration
Gouverneur de la Région du Salamat

### Jumelage
- Villes du Tchad
- Salamat
- Barh Azoum
- Toponymie du Tchad
- Parc national de Zakouma
- Réserve de faune du Bahr Salamat